# Thambetochen
Thambetochen är ett släkte i familjen änder inom ordningen andfåglar med utbredning i Hawaiiöarna. Släktet omfattar två arter, båda utdöda under holocen:
- Maui-moanalo (T. chauliodous)
- Oahu-moanalo (T. xanion)